# Physopleurus dohrnii
Physopleurus dohrnii là một loài bọ cánh cứng trong họ Cerambycidae.